# Anna Maria Lane
Anna Maria Lane (aproximadamente 1755-13 de junio de 1810) fue la primera mujer soldado documentada de Virginia en luchar con el Ejército Continental en la Guerra de Independencia estadounidense. Vestida de hombre acompañó a su marido en batalla, y más tarde se le otorgó una pensión por su valor en la Batalla de Germantown.

## Primeros años
Poco se sabe de los primeros años de la vida de Anna Maria Lane, aunque se cree que pudo ser de Nuevo Hampshire. En 1776, se había casado con John Lane.

## Servicio en la guerra

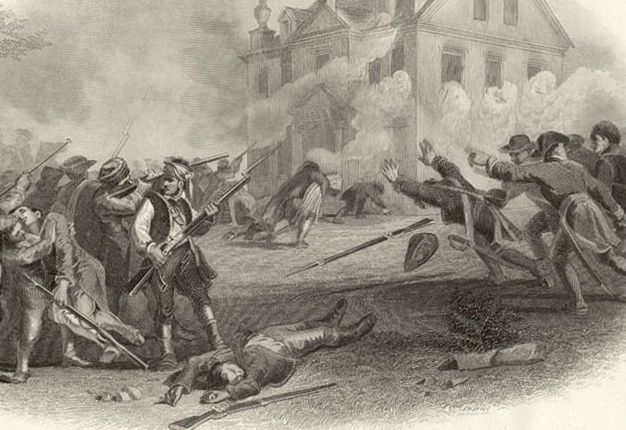
Detalle del grabado "Batalla de Germantown"

Lane y su marido John se unieron al Ejército Continental en 1776, y sirvieron inicialmente bajo el general Israel Putnam. Aunque algunas esposas acompañaban a los soldados como   "seguidoras de campamento" durante la Guerra de Independencia ayudando como cocineras, enfermeras o lavanderas, Lane es la única mujer documentada  en Virginia que se disfrazó de hombre y luchó en el campo de batalla. Los historiadores especulan que probablemente no le fue especialmente difícil sostener el engaño, porque los soldados no se bañaban muy a menudo y dormían sin quitarse los uniformes.  "En cuanto al alistamiento, no había exámenes físicos cuando uno ingresaba al ejército en el siglo XVIII," explica el historiador Joyce Henry, tan solo "Uno debía tener dientes frontales y un pulgar e índice operativos para poder tomar un cartucho, arrancar el papel, y cargar vuestro mosquete".
Lane y su marido lucharon en las campañas de Nueva York, Nueva Jersey, Pensilvania, y Georgia. El 3 de octubre de 1777, sirvieron bajo George Washington en la Batalla de Germantown, cerca de Filadelfia, donde Anna Marie fue gravemente herida, quedando coja de por vida. Justo antes del combate, George Washington había emitido un edicto prohibiendo que las "seguidoras de campamento" acompañaran a los hombres a la batalla, así que algunos historiadores han sugerido que Anna Marie no quiso recibir tratamiento para su herida probablemente por miedo a ser descubierta.
A pesar de su lesión, Anna Maria continuó luchando junto a su marido cuándo él se realistó en los Dragones Ligeros de Virginia. Resultó herida en el Sitio de Savannah en 1779. Ambos sirvieron hasta 1781.

## Vida más tardía

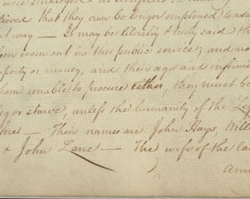
Carta de William Cabell sobre Anna Maria Lane

Después del fin de la guerra en 1783, los Lane se asentaron en Virginia. John Lane trabajó durante un tiempo en el arsenal estatal de Point of Fork en el Condado de Fluvanna. En 1801 se movieron a Richmond, Virginia donde se unieron a la Guardia Pública. Vivían en los cuarteles de la Guardia Pública con sus tres hijos y recibían raciones diarias. En Richmond, Anna Maria se ofreció voluntaria para atender a los soldados en el hospital militar.  Allí,  conoció al Dr. John H Foushee, quién le pidió al gobernador James Monroe y al Consejo de Estado que autorizaran un pequeño estipendio por su trabajo de enfermería.
Anna Maria Lane aparentemente había dejado de trabajar en el hospital a finales de 1804, pues su nombre ya no aparece en la lista de enfermeras en el periódico del consejo. En 1808, después de que su marido y muchos otros hombres fueron retirados de la guardia pública por discapacidad, el gobernador William H Cabell pidió a la Asamblea General que otorgara pensiones a aquellos soldados varones, así como a algunas mujeres. Cabell mencionó específicamente a Anna Maria Lane, escribiendo que estaba "muy enferma,después de haber sido discapacitada por una herida grave que recibió mientras luchaba como soldado común, en una de nuestras batallas revolucionarias, de la que nunca se ha recuperado, y quizás nunca se recuperará."  Su pensión señala que Anna Maria Lane recibió $100 al año de por vida en reconocimiento al hecho de que ella, "en la Guerra Revolucionaria, realizó extraordinarios servicios militares en la Batalla de Germantown, con el atuendo, y con el coraje de un soldado."

## Muerte y legado
Lane murió el 13 de junio de 1810. No se sabe cuándo murió su marido John. Su figura no le interesó a los historiadores hasta que el editor del Richmond Magazine descubrió sus registros de pensiones y escribió un artículo sobre ella en la década de 1920. En 1997, los Hijos de la Revolución americana de Virginia honraron a Anna Marie Lane patrocinando un marcador descriptivo en Richmond, VA cerca de la torre del Campanario en la Plaza del Capitolio, levantado por el Departamento de Recursos Históricos.